# Niclas Bergmark
Niclas Nils Eriksson Bergmark, född 7 januari 2002, är en svensk fotbollsspelare. Han är barnbarn till Orvar Bergmark.

## Karriär
I september 2018 skrev Bergmark på ett ungdomskontrakt fram till 2021 med Örebro SK. I augusti 2019 flyttades han upp i A-laget. Bergmark gjorde allsvensk debut den 21 september 2019 i en 3–0-förlust mot IFK Norrköping, där han blev inbytt i den 70:e minuten mot Yaser Kasim. I januari 2022 förlängde Bergmark sitt kontrakt fram över säsongen 2024.